# ミリオドール
ミリオドール（Miriodor）は、ロック・イン・オポジションとして知られる音楽ジャンルに分類されるカナダの音楽グループである。このバンドは、ジャズ、プログレッシブ・ロック、室内楽を組み合わせて、ユニヴェル・ゼロやアール・ゾイなどの有名アーティストを連想させるパワフルなサウンドをつくり出している。ベース奏者のNicolas Masinoは、ミリオドールの音楽について次のような説明を思いついた。「明確にユーモラスな倍音を伴う、ロック指向のポスト・モダンな室内楽」。
カナダのケベック・シティーにおいて、ミリオドールは1980年代初頭に6人組バンドとして始まり、1984年にモントリオールへと活動拠点を移した。1986年にインディーズでリリースされた彼らのファースト・アルバム『Rencontres』は、フルート、クラリネット、バイオリン、サックス、ベース、ギター、ピアノ、シンセサイザー、ドラムをフィーチャーし、とても深みのある完全なサウンドを実現した。これに続いて、1988年にセルフ・タイトルの『Miriodor』、1991年に『3rd Warning』、1996年に『Jongleries Élastiques』、2001年に『Mekano』といったアルバムを発表。それらにはミリオドールの最も彼ららしい作曲の一部がフィーチャーされている。成功と呼べるキャリアを重ねたことにより、1996年には「ProgScape」と「モントリオール国際ジャズフェスティバル」、2000年には「EdgeFest」で演奏し、グループは2002年とその1年後の前夜祭のために、名門プログレ・フェスティバル「NEARFest」に2度も招待された。ミリオドールは、2005年にポルトガルの「Gouveiaフェスティバル」でヘッドライナーを飾った。アルバム『Parade+ Live at NEARFest』（2005年）では、数曲でスウェーデンのミュージシャン、ラーシュ・ホルメルをフィーチャーした。アルバム『Avanti!』（2009年）は、バンドの特徴である複雑な相互作用を維持しながら、よりグルーブ指向なものとなった。

## メンバー

### 現在のラインナップ
※2013年（および2017年）現在。カッコ内は在籍時のスタジオ・アルバムに準拠。
- Bernard Falaise – ギター (4枚目から)
- Pascal Globensky – キーボード (1枚目から)
- Rémi Leclerc – ドラム (1枚目から)
- Nicolas Lessard – ベース (9枚目から)

### 旧メンバー
- Nicolas Masino — ベース、キーボード (5-7枚目)
- Sabin Hudon — サックス (1-4枚目)
- François Émond — フルート、ヴァイオリン、キーボード (1-2枚目) ※2016年死去
- Marc Petitclerc — キーボード (1枚目)
- Denis Robitaille — ベース (1枚目)

### その他の参加ミュージシャン
- Pierre Labbé — サックス (7枚目)
- Maxime St-Pierre — トランペット (7枚目)
- Lars Hollmer — ? (6枚目)
- Lise Millet — ? (6枚目)
- Marie-Chantal Leclair — サックス (5-7枚目)
- Marie-Soleil Bélanger — ヴァイオリン (5-6枚目)
- Némo Venba — トランペット (5枚目)
- Claude St-Jean — トロンボーン (4枚目)
- Stéphanie Simard — ヴァイオリン (4枚目)
- James Darling — チェロ (4枚目)
- Jean-Denis Levasseur — フルート (4枚目)
- Ivanhoe Jolicœur — トランペット (4枚目)
- Stefka Iordanova — ボーカル (4枚目)

## ディスコグラフィ

### スタジオ・アルバム
- Rencontres (1986年) ※自主制作盤6曲入LP。1998年に10曲入CDとしてキュニフォームから再発
- Miriodor (1988年) ※8曲入LP。1993年に14曲入CDとして再発
- 3è Avertissement / 3rd Warning (1991年)
- Jongleries Élastiques (1996年)
- Mekano (2001年)
- Parade + Live at NEARfest 2002 (2005年) ※ディスク2はライブ・アルバム
- Avanti! (2009年)
- Cobra Fakir (2013年)
- Signal 9 (2017年)

### ライブ・アルバム
- 『ライヴ・89』 - Live 89 (2009年) ※1989年録音

## 参考
- 『アバウト・ロック・イン・オポジション』 - Romantic Warriors II: A Progressive Music Saga About Rock in Opposition (2012年)
- 『続・アバウト・ロック・イン・オポジション』 - Got RIO? Romantic Warriors II: A Progressive Music Saga About Rock in Opposition (2013年)